# Херил
Херил је хеленски књижевник и други познати трагичар после Теспида.
Највише података о њему даје Суида који наводи да је био из Атине, а да је са приказивањем почео у 64. олимпијади тј. између 523. и 520. године п. н. е. Написао је 160 драма и 13 пута био победник такмичења. Могуће је да је управо он увео маске за глумце.
Један стих, за који се претпоставља да је из дела неког комедиографа, наводи да је „Херил био краљ у сатирским играма“ тј. сатирским драмама.
Познат је наслов само једне његове драме. То је Алопа чије је градиво Херил црпео из атичко-елеусинског мита.